# 維克托·波加諾夫斯基
維克托·亚历山德罗维奇·波加諾夫斯基（1949年11月23日—），烏克蘭男子馬術運動員。他曾代表蘇聯參加1980年夏季奧林匹克運動會馬術比賽，並獲得團體場地障礙賽金牌。
波加諾夫斯基從12歲開始在馬術學校學習。1965年，他參加全國青年比賽，並被列入國家隊。1976年，他在蘇霍姆林斯基·尼古拉耶夫國立大學完成學習。他曾20度成為蘇聯冠軍，15度成為蘇維埃社會主義共和國冠軍，多次在國際比賽中獲勝。
1992年起，他擔任尼古拉耶夫馬術學校的主要教練。

## 備注
1. ↑  俄語羅馬化：Viktor Aleksandrovich Poganovskiy
2. ↑  烏克蘭語羅馬化：Viktor Oleksandrovych Pohanovskyi